# 大社镇
大社镇，是中华人民共和国河北省邯郸市峰峰矿区下辖的一个乡镇级行政单位。

## 行政区划
大社镇下辖以下地区：
薛村矿一社区、薛村矿二社区、牛儿庄矿一社区、牛儿庄矿二社区、小屯矿社区、大社村、薛村、庄里村、南岗村、彦亭村、寺后坡村、乐义庄村、牛儿庄村、香山村、南旺村、东屯村、西屯村、佐城村、磨屋村、张庄村、南羊村和北羊村。